# Stanislav Namașco
Stanislav Namașco est un footballeur international moldave né le 10 novembre 1986 à Tiraspol en URSS (auj. en Moldavie). Il joue au poste de gardien de but au Zeta Golubovci.
Namașco possède 46 sélections en équipe de Moldavie. Sa première sélection a eu lieu le 27 février 2006 face à la Géorgie.

## Carrière
- 2004-2008 :  FC Tiraspol
- 2008-fév.2010 :  Sheriff Tiraspol
- mars 2010-2013 :   Kuban Krasnodar
- 2011 :   FK Spartak Naltchik (prêt)
- 2013 :  FK Volgar-Gazprom Astrakhan
- 2013-2014 :  NK Domžale
- 2014- :  FC Dinamo-Auto Tiraspol[1]

## Palmarès
Sheriff Tiraspol
- Champion de Moldavie en 2008, 2009 et 2010
- Vainqueur de la Coupe de Moldavie en 2008 et 2009.